# Henk Jochemsen
Hendrik (Henk) Jochemsen (Ede, 13 januari 1952) is een Nederlandse ingenieur, filosoof en bijzonder hoogleraar. In zijn publicaties borduurt Jochemsen veelal voort op het werk van Herman Dooyeweerd, die als grondlegger van de reformatorische wijsbegeerte wordt beschouwd.
Van 1998 tot in 2009 was Jochemsen bijzonder hoogleraar in de medische ethiek aan het VU medisch centrum vanwege het Prof.dr. G.A. Lindeboom Instituut, waarmee hij Jochem Douma opvolgde. Sinds 1 juli 2008 is hij bijzonder hoogleraar reformatorische wijsbegeerte aan de Universiteit van Wageningen vanwege de Stichting voor Christelijke Filosofie. Ook is hij algemeen directeur van Prisma (een vereniging van christelijke ontwikkelingsorganisaties) en sinds 2007 lid van de beraadsgroep gezondheidsethiek en gezondheidsrecht van de gezondheidsraad.
Jochemsen studeerde van 1969 tot 1975 moleculaire wetenschappen aan de Landbouwhogeschool Wageningen. In 1979 promoveerde hij aan de Universiteit Leiden in de wiskunde en de natuurwetenschappen.
Tussen 1980 en 1986 werkte hij in Paraguay, als medewerker bij de International Fellowship of Evangelical Students. Bovendien doceerde hij in die periode moleculaire biologie aan de Nationale Universiteit van Asunción, en christelijke ethiek aan verschillende opleidingen voor predikanten. In 1986 keerde Jochemsen terug naar Nederland en raakte hij betrokken bij de oprichting van het Lindeboom Instituut te Ede: een centrum voor medische ethiek dat zich bezighoudt met de ethische aspecten van menselijke ingrepen in het menselijk leven. Vanaf de daadwerkelijke oprichting, in 1987, tot 1 januari 2009 was hij directeur van dit instituut. In maart 2009, bij zijn afscheid van het instituut, werd hij geridderd tot officier in de Orde van Oranje-Nassau. Van 2002 tot 2006 was Jochemsen lector ethiek van de zorg bij de Christelijke Hogeschool Ede.
Als directeur van het Lindeboom Instituut zou Jochemsen in de zomer van 2008 hebben ingestemd met het voorstel van staatssecretaris Jet Bussemaker tot verruiming van de mogelijkheden tot embryoselectie. Dit zorgde voor ophef, omdat Jochemsen ook een prominent lid van de ChristenUnie is en die partij juist tegen Bussemakers voorstel was. Het onderwerp leidde tot een verhit politiek en maatschappelijk debat, waarin Jochemsen zelf ontkende met het voorstel te hebben ingestemd. Vier jaar eerder maakte Jochemsen deel uit van een internationale ethische commissie die adviseerde over een genetisch gemodificeerde aardbei.

## Publicaties (selectie)
- Opdat het gras weer bloeie... Ontwikkeling, levenswetenschap en religie (inaugurele rede Wageningen, 28 mei 2009) - online
- Bezinning op het levensbegin. Verzamelde opstellen van Henk Jochemsen (Lindeboomreeks, nr. 17), Amsterdam : Buĳten & Schipperheĳn Motief, 2009 (Uitg. ter gelegenheid van het afscheid van prof. dr. Henk Jochemsen als directeur van het Prof.dr. G.A. Lindeboom Instituut)
- Levens-waardig-heden. Bĳbelse bezinning op zorg voor het leven (samen met R. Seldenrĳk), Veenendaal: NPV, 2007
- Een theorie over praktĳken. Normatief praktĳkmodel voor zorg, sociaal werk en onderwĳs (samen met Roel Kuiper en Bram de Muynck), Amsterdam: Buĳten & Schipperheĳn Motief, 2006
- Zinervaring in de zorg. Over de betekenis van spiritualiteit in de gezondheidszorg (red. H. Jochemsen & E. van Leeuwen), Assen: Koninklĳke Van Gorcum, 2005
- Human stem cells. Source of hope and of controversy : a study of the ethics of human stam cell research and the patenting of related inventions (red. H. Jochemsen; met bijdr. van Elisa Garcia et al.), Ede: Prof.dr. G.A. Lindeboom Institute/Jerusalem: Business Ethics Center of Jerusalem, 2004
- Een barmhartige dood? Een christelĳke visie op euthanasie, Ede: Christelĳke Hogeschool Ede, 2000
- Toetsen en begrenzen: een ethische en politieke beoordeling van de moderne biotechnologie (Lindeboomreeks, nr. 12), Amsterdam: Buĳten & Schipperheĳn, 2000
- Gevaarlĳke genen? (inaugurele rede Vrĳe Universiteit, 3 juni 1998)
- Verantwoord medisch handelen (samen met Gerrit Glas), Amsterdam: Buijten & Schipperheijn, 1997
- De status van het menselĳk embryo (Reeks: Rapport van het Prof. dr. G. A. Lindeboom Instituut, nr. 1), Ede: Prof. dr. G.A. Lindeboom Instituut, 1988
- Studies on the transforming genes and their products of human adenovirus types 12 and 5 (proefschrift Leiden), Leiden: [s.n.], 1979

Daarnaast heeft hij bijdragen geleverd aan vele bundels met opstellen op ethisch gebied.